# Crayford
Crayford este o suburbie din cadrul regiunii Londra Mare, Anglia, situată în estul aglomerației londoneze. Brentford aparține din punct de vedere administrativ de burgul londonez Bexley. 